# Punto di bolla
Nel caso di una miscela liquida di due o più componenti, si dice punto di bolla (in inglese bubble point) il punto in corrispondenza del quale si forma la prima bolla di vapore. Poiché tale vapore avrà probabilmente una composizione diversa rispetto a quella del liquido, il punto di bolla e il punto di rugiada a diverse composizioni sono dati utili quando si progettano dei sistemi di distillazione.
Nel caso di una sostanza pura, il punto di bolla e il punto di rugiada coincidono e prendono il nome di "punto di ebollizione".
Nel caso di una miscela, il punto di bolla e il punto di rugiada coincidono solo in alcuni casi particolari, che corrispondono al "punto di azeotropo".

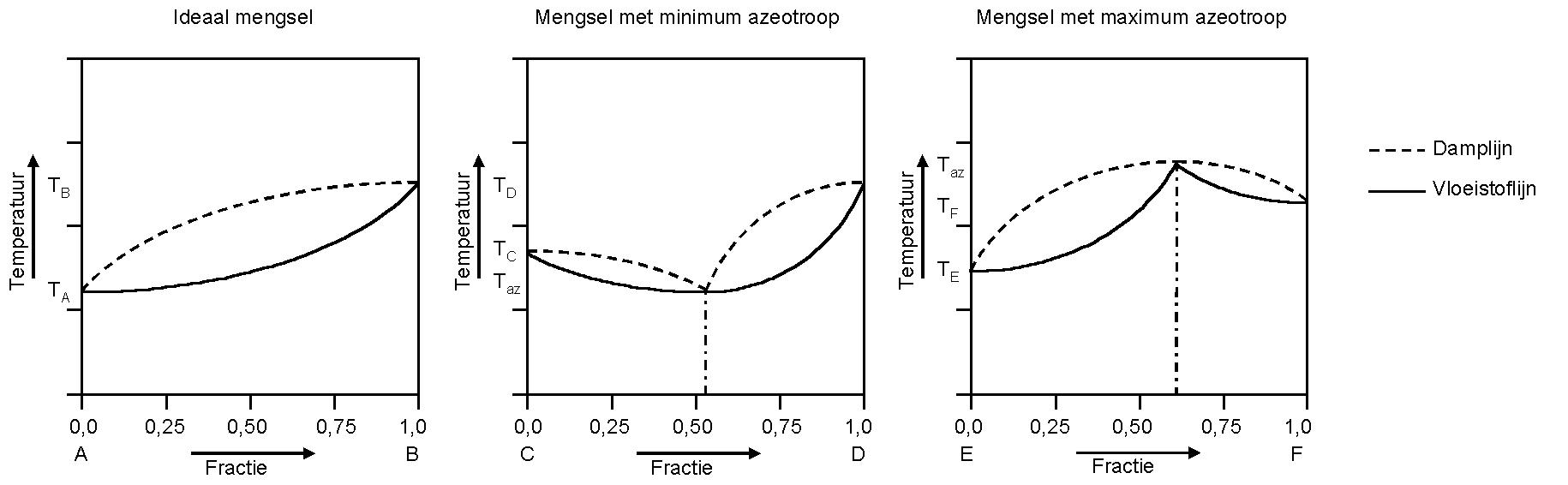
Esempi di possibili diagrammi temperatura-concentrazione per sistemi bicomponente. Il punto di bolla corrisponde alla curva continua (a temperatura minore), mentre il punto di rugiada corrisponde alle curve tratteggiate (a temperatura maggiore). Le condizioni per cui il punto di rugiada e il punto di bolla coincidono (nel secondo e nel terzo diagramma) sono detti "punti di azeotropo".

## Determinazione del punto di bolla
Al punto di bolla vale la seguente relazione:
{\displaystyle \sum _{i=1}^{N_{c}}y_{i}=\sum _{i=1}^{N_{c}}K_{i}x_{i}=1}
dove:
{\displaystyle K_{i}\equiv {\frac {y_{ie}}{x_{ie}}}}.
K è il coefficiente di distribuzione o fattore K, definito come il rapporto  tra la frazione molare nella fase vapore {\displaystyle {\big (}y_{ie}{\big )}} e la frazione molare nella fase liquida {\displaystyle {\big (}x_{ie}{\big )}} all'equilibrio

Se la legge di Raoult e la legge di Dalton delle pressioni parziali sono valide per la miscela in esame, il fattore K è definito come il rapporto tra la pressione di vapore e la pressione totale del sistema:
{\displaystyle K_{i}={\frac {P'_{i}}{P}}}